# Siriștnik, Pernik
Siriștnik (în bulgară Сирищник) este un sat în comuna Kovacevți, regiunea Pernik,  Bulgaria. 

## Demografie
Componența etnică a satului Siriștnik
     Bulgari (97,3%)
     Nicio identificare (2,69%)
     Altele (0%)
La recensământul din 2011, populația satului Siriștnik era de 260 locuitori. Din punct de vedere etnic, majoritatea locuitorilor (97,3%) erau bulgari. Pentru 2,69% din locuitori nu este cunoscută apartenența etnică.